# Schlacht von Calmazzo
Die Schlacht von Calmazzo war der Höhepunkt der Rebellion des Herzogtums Urbino gegen Cesare Borgia (Condottiere, Sohn von Papst Alexander VI. und Inspiration für Machiavellis „Der Fürst“).

## Vorgeschichte
Nach dem Sturz des Herzogs Guidobaldo da Montefeltro erklärte sich Cesare zum Herzog von Urbino. Die Unterdrückung und die Plünderungen durch die Soldaten und Söldner Borgias führten jedoch zu allgemeiner Unzufriedenheit, und die Bevölkerung begann zu rebellieren, zu den Waffen zu greifen und die Soldaten anzugreifen. Cesare Borgia, der über die Situation besorgt war, wusste nicht, dass seine ehemaligen Söldnerführer unter dem Kommando von Vitellozzo Vitelli (Condottiere und Herzog von Montone) eine Verschwörung gegen ihn schmiedeten. Die Condottieri beschlossen daraufhin, sich zum „Bund der Condottieri“ zusammenzuschließen, um Borgia aus Urbino zu vertreiben und ihn als Herzog von Valentinois vom Thron zu stürzen. Borgia entdeckte die Verschwörung nicht und gab im Frühjahr 1502 den Befehl, sich aus dem Herzogtum Urbino in die Emilia-Romagna zurückzuziehen.

## Verlauf der Schlacht
Auf ihrem Rückzug trafen die Borgia-Soldaten bei Calmazzo (heute ein Ortsteil von Fossombrone in den Marken) auf die 7.000 Mann der Liga der Condottieri. Die Schlacht entwickelte sich sofort zugunsten des Heeres Borgias (denen es gelungen war, eine Anhöhe zu erobern), die mit ihrer schweren Infanterie die leichte Infanterie des Gegners in die Flucht schlugen. Kurz darauf rückten die Verschwörer mit ihrer schweren Infanterie vor, was nach einigen Zusammenstößen dazu führte, dass sich die schwere Infanterie von Borgia erschöpft zurückzog, da sie schon länger gekämpft hatte. Bald darauf rückte Cesare Borgia mit seiner Infanterie vor, die während der Kämpfe die Pikeniere und die schwere Infanterie der Verschwörer in die Flanke nahm und diese in eine schwierige Lage brachte, obwohl die Soldaten von Borgia zahlenmäßig unterlegen waren. Doch als die schwere Infanterie der Verschwörer zu scheitern drohte, kamen 5000 bewaffnete Zivilisten aus dem Wald und überraschten die Truppen Borgias. Sie wurden umzingelt und mussten fliehen, wobei sie viele Männer verloren.

## Folgen der Schlacht
Nach dieser Niederlage gab Cesare Borgia seinen Anspruch auf den Thron von Urbino auf. Kurz darauf gelang es ihm, eine neue Armee zu rekrutieren, die so stark war, dass die Anführer der Liga der Condottieri Cesare um ein Friedensabkommen bitten mussten. Im folgenden Jahr (1503) tötete Cesare die Anführer des Condottieri-Bundes im Massaker von Senigallia.